# Hormona neurohipofisaria
Las hormonas neurohipofisarias forman una familia de hormonas peptídicas estructural y funcionalmente relacionadas. Sus representantes en humanos son la oxitocina y la vasopresina. Reciben el nombre de la ubicación de su liberación en la sangre, la neurohipófisis (otro nombre para la hipófisis posterior).

## Historia
En 1930 Scharrer fue el primero en informar sobre un sistema neurosecretor hipotálamo-pituitario que mostraba una actividad secretora similar a la observada en las células de las glándulas endócrinas. Este sistema de neuronas hipotalámicas conduce impulsos eléctricos, de forma similar a las neuronas cerebrales generales, pero producen neuropéptidos que se liberan a la circulación.

## Síntesis
La mayor parte de las hormonas oxitocina y vasopresina circulantes, se sintetizan en las células neurosecretoras magnocelulares del núcleo supraóptico y el núcleo paraventricular del hipotálamo. Luego son transportados en gránulos neurosecretores a lo largo de los axones dentro del tracto hipotálamo-neurohipofisario por flujo axoplásmico a las terminales de los axones que forman la pars nervosa de la hipófisis posterior. Allí, se almacenan en Cuerpos de Herring y pueden liberarse a la circulación sobre la base de señales hormonales y sinápticas con la ayuda de pituicitos.
La oxitocina media la contracción del músculo liso del útero y la glándula mamaria, mientras que la vasopresina tiene acción antidiurética en el riñón y media la vasoconstricción de los vasos periféricos. Debido a la similitud de las dos hormonas, existe una reacción cruzada: la oxitocina tiene una ligera función antidiurética y los niveles altos de AVP pueden causar contracciones uterinas. Al igual que la mayoría de los péptidos activos, ambas hormonas se sintetizan como precursores de proteínas más grandes que se convierten enzimáticamente a sus formas maduras.
Los miembros de esta familia se encuentran en aves, peces, reptiles y anfibios (mesotocina, isotocina, valitocina, glumitocina, aspargtocina, vasotocina, seritocina, asvatocina, fasvatocina), en gusanos (annetocina, nematocina), pulpos (cefalotocina, octopresina), insectos (locupresina, inotocina) y en moluscos (conopresinas G y S). Los animales que carecen de una hormona de esta familia incluyen moscas de la fruta y al menos algunos mosquitos, gusanos de seda y abejas.